# Steudelita
La steudelita és un mineral de la classe dels silicats que pertany al grup de la cancrinita. Rep el nom pel professor Ralf Steudel (1937–2021), un destacat químic alemany, especialitzat en la química del sofre.

## Característiques
La steudelita és un silicat de fórmula química Na₃(K17Ca₇)Ca₄(Al24Si24O96)(SO₃)₆F₆·4H₂O. Va ser aprovada com a espècie vàlida per l'Associació Mineralògica Internacional l'any 2021, sent publicada per primera vegada el 2022. Cristal·litza en el sistema hexagonal. La seva duresa a l'escala de Mohs és 5. Químicament és semblant a la sacrofanita i la delhayelita.
L'exemplar que va servir per a determinar l'espècie, el que es coneix com a material tipus, es troba conservat a les col·leccions del Museu Mineralògic Fersmann, de l'Acadèmia de Ciències de Rússia, a Moscou (Rússia), amb el número de registre: 5665/1.

## Formació i jaciments
Va ser descoberta a la vall de Biachella, al municipi de Sacrofano de la ciutat metropolitana de Roma Capital (Laci, Itàlia), on es troba en forma de cristalls tabulars gruixuts, isomètrics i prismàtics curts, de fins a 7 mm de mida. Aquest indret és l'únic a tot el planeta on ha estat descrita aquesta espècie mineral.